# Юшкин, Алексей Васильевич
Алексей Васильевич Юшкин — советский хозяйственный, государственный и политический деятель.

## Биография
Родился в 1934 году в селе Нестеровка. Член КПСС.
С 1953 года — на хозяйственной, общественной и политической работе. В 1953—1992 гг. — агроном в колхозе «Красная звезда» с. Березовый Гай, агроном в колхозе «Новый путь» п. Ровно-Владимировка, председатель колхоза «Прогресс» с. Дубовый Умет Волжского района Самарской области, председатель Дубово-Уметского сельсовета.
Избирался депутатом Верховного Совета РСФСР 8-го созыва, Верховного Совета СССР 11-го созыва.
Умер в 2005 году.
Почётный гражданин Волжского района Самарской области.